# Copulabyssia
Copulabyssia is een geslacht van weekdieren uit de klasse van de Gastropoda (slakken).

## Soorten
- Copulabyssia colombia Ardila & Harasewych, 2005
- Copulabyssia corrugata (Jeffreys, 1883)
- Copulabyssia gradata (B. A. Marshall, 1986)
- Copulabyssia leptalea (A. E. Verrill, 1884)
- Copulabyssia riosi Leal & Simone, 2000
- Copulabyssia similaris Hasegawa, 1997